# Elezioni parlamentari in Corea del Sud del 2024
Le elezioni parlamentari in Corea del Sud del 2024 si sono tenute il 10 aprile per il rinnovo dell'Assemblea nazionale, il parlamento del paese.
Esse hanno visto la vittoria di larga misura, come già confermato anche dagli exit poll, dell’Alleanza Democratica di Corea (DAK), con 176 seggi, la quale ha così consolidato, a discapito del Partito del Potere Popolare (PPP) che, pur essendo giunto secondo con 108 seggi, ha molto faticato nella tornata elettorale, la maggioranza parlamentare già detenuta. Altresì rilevante, infine è stata l’ascesa del nuovo Partito della Ricostruzione della Corea (RKP), il quale, pur essendosi presentato solo alla parte proporzionale, ha comunque ottenuto un ottimo risultato di 12 seggi, immettendosi così nella vita politica dell’Assemblea nazionale, generalmente dominata da un forte bipartitismo.

## Sistema elettorale
Per l’elezione dei membri dell’Assemblea nazionale, la legge elettorale sudcoreana prevede, dal 2020, l’applicazione di un sistema elettorale misto. In tal senso, dunque:
- 254 seggi sono eletti tramite il sistema maggioritario secco, attuato in altrettanti collegi uninominali;

- I restanti 46 seggi, invece, sono eletti tramite il sistema proporzionale, con la redistribuzione degli stessi attuata secondo il sistema del membro addizionale (30) ed il metodo dei più alti resti (16) in un unico collegio plurinominale nazionale.[4]

## Risultati
| Liste                                                        | Maggioritario | Maggioritario | Maggioritario | Proporzionale | Proporzionale | Proporzionale | Totale seggi |  |
| Liste                                                        | Voti          | %             | Seggi         | Voti          | %             | Seggi         | Totale seggi |  |
| ------------------------------------------------------------ | ------------- | ------------- | ------------- | ------------- | ------------- | ------------- | ------------ |  |
| Alleanza Democratica di Corea (DAK)                          | 15 074 269    | 52,30         | 162           | 7 567 459     | 26,70         | 14            | 176          |  |
| Partito del Potere Popolare (PPP)                            | 13 179 769    | 45,73         | 90            | 10 395 264    | 36,67         | 18            | 108          |  |
| Partito della Ricostruzione della Corea (RKP)                | 0             | 0,00          | 0             | 6 874 278     | 24,25         | 12            | 12           |  |
| Partito della Nuova Riforma (NRP)                            | 195 147       | 0,68          | 1             | 1 025 775     | 3,62          | 2             | 3            |  |
| Partito Liberale dell’Unificazione (LUP)                     | 18 700        | 0,06          | 0             | 642 433       | 2,27          | 0             | 0            |  |
| Partito Verde della Corea - Partito della Giustizia (GPK-JP) | 107 029       | 0,37          | 0             | 609 313       | 2,15          | 0             | 0            |  |
| Partito del Nuovo Futuro (NFP)                               | 200 502       | 0,70          | 1             | 483 827       | 1,71          | 0             | 1            |  |
| Altri (<0,10 M. - 0,45% P.)                                  | 46 025        | 0,16          | 0             | 746 440       | 2,63          | 0             | 0            |  |
| Totale                                                       | 28 821 441    | 100           | 254           | 28 344 519    | 100           | 46            | 300          |  |
|                                                              |               |               |               |               |               |               |              |  |
| Schede nulle                                                 | 833 009       | 2,81          |               | 1 309 931     | 4,42          |               |              |  |
| Votanti                                                      | 29 654 450    | 66,97         |               | 29 654 450    | 66,97         |               |              |  |
| Elettori                                                     | 44 280 011    |               |               | 44 280 011    |               |               |              |  |

| Riepilogo dei seggi | Riepilogo dei seggi | Riepilogo dei seggi | Riepilogo dei seggi | Riepilogo dei seggi | Riepilogo dei seggi | Riepilogo dei seggi |
| ------------------- | ------------------- | ------------------- | ------------------- | ------------------- | ------------------- | ------------------- |
|                     |                     |                     |                     |                     |                     |                     |
| PP                  | 3                   |                     |                     | RKP                 | 12                  |                     |
| PNA                 | 2                   |                     |                     | DPK                 | 169                 |                     |
| IND                 | 2                   |                     |                     | NRP                 | 3                   |                     |
| PPP                 | 108                 |                     |                     |                     |                     |                     |